# Gliese 581 d
Gliese 581 d ou Gl 581 d é provavelmente um planeta extrassolar que orbita a estrela Gliese 581, a aproximadamente 20 anos-luz da Terra na constelação de Libra. É o terceiro planeta descoberto no sistema o quinto em distância à estrela. Devido à sua massa, que é de cerca de 6,98 vezes a da Terra, o planeta é classificado como uma Super-Terra. Em abril de 2009, novas observações pela equipe de descoberta concluíram que o planeta está no limite da zona habitável, onde a água pode existir.

## Descoberta
Uma equipe de astrônomos liderada por Stéphane Udry do Observatório de Genebra usou o High Accuracy Radial Velocity Planet Searcher (HARPS) no telescópio de 3,6 metros do Observatório Europeu do Sul em La Silla, Chile para descobrir o planeta em 2007. A equipe de Udry empregou a técnica da velocidade radial, em que a massa do planeta é determinada com base em pequenas perturbações na órbita de sua estrela.
O movimento de Gliese 581 indica que a massa mínima de Gliese 581 d é de 5,6 massas terrestres (observações anteriores estimaram um valor maior). Simulações dinâmicas do sistema Gliese 581 assumindo que as órbitas dos planetas são coplanares mostram que o sistema fica instável se a massa dos planetas excederem 1,6-2 vezes o valor mínimo. Usando valores antigos da massa mínima de Gliese 581 d, isso implica um limite superior para a massa de Gliese 581 d em 13,8 massas terrestres.

## Clima e habitabilidade

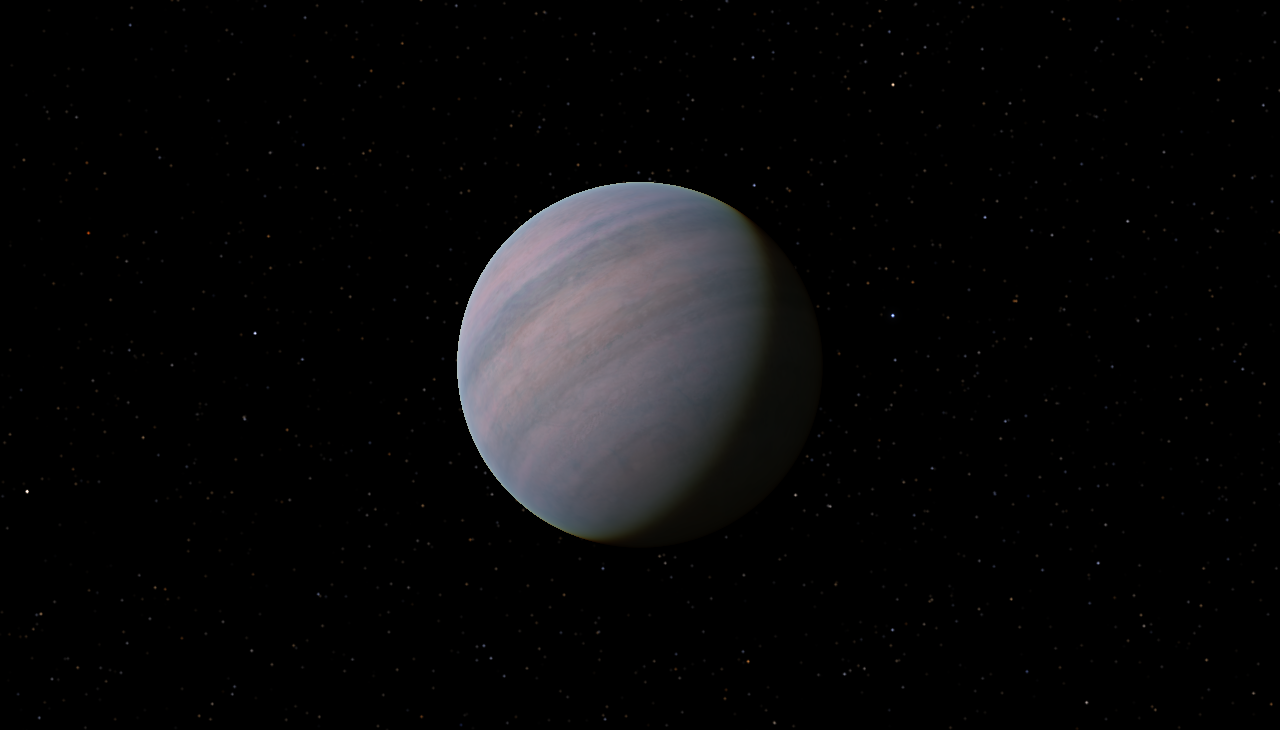
Impressão artística de Gliese 581 d, como uma Super-Terra.

Pensava-se originalmente que Gliese 581 d orbita fora da zona habitável de sua estrela. No entanto, em 2009 a equipe de descoberta revisou as estimativas antigas dos parâmetros orbitais do planetas, descobrindo que ele orbita mais perto de sua estrela do que se pensava antigamente. Ela conclui que o planeta está dentro da zona habitável onde água pode existir. De acordo com Stéphane Udry, o planeta poderia ser coberto por um grande e fundo oceano, e é o primeiro candidato sério a planeta oceânico."
Em média, a luz que Gliese 581 d recebe de sua estrela tem cerca de 30% da intensidade da luz solar na Terra. Por comparação, a luz solar em Marte tem cerca de 40% da intensidade dela na Terra. Isso parece sugerir que Gliese 581 d é muito frio para suportar água líquida e portanto é inóspito para a vida. No entanto, um efeito estufa atmosférico pode aumentar a temperatura planetária significativamente. Por exemplo, a temperatura média da Terra sem o efeito estufa seria de −18°C, variando de cerca de 100°C de dia e −150°C à noite, muito parecido com a Lua. Se a atmosfera de Gliese 581 d produzir um efeito estufa suficientemente grande, a temperatura superficial pode permitir água líquida e o planeta pode suportar vida.
Gliese 581 d é provavelmente muito massivo para ser feito apenas de material rochoso, por isso pensa-se que ele migrou mais perto da estrela. Cálculos por Barnes et al. sugerem, no entanto, que a aquecimento de máres é muito baixa para manter tectônica de placas ativas no planeta, a menos que o aquecimento radiogênico seja um pouco maior que o esperado.
Investigadores do Centro Nacional de Investigação Científica francês, Robin Wordsworth e François Forget, revelaram um estudo em que demonstravam potencial para a habitabilidade do planeta. Este teria uma atmosfera densa rica em CO2, com capacidade de efeito de estufa, e temperaturas que permitiriam a presença da água no seu estado líquido.